# Federacíon Canófila Mexicana
Federacíon Canófila Mexicana (FCM) är Mexikos nationella kennelklubb. Den är medlem i den internationella kennelfederationen Fédération Cynologique Internationale (FCI). Den är de mexikanska hundägarnas intresse- och riksorganisation och för nationell stambok över hundraser. Organisationen grundades 1940.